# Solariella elegantula
Solariella elegantula är en snäckart som beskrevs av Dall 1925. Solariella elegantula ingår i släktet Solariella och familjen pärlemorsnäckor. Inga underarter finns listade i Catalogue of Life.